# تپه داش خانه د
تپه داش خانه د مربوط به سده‌های میانه دوران‌های تاریخی پس از اسلام است و در شهرستان شاهرود، بخش میامی، دهستان نردین، روستای نردین واقع شده و این اثر در تاریخ ۲۶ اسفند ۱۳۸۶ با شمارهٔ ثبت ۲۲۱۶۲ به‌عنوان یکی از آثار ملی ایران به ثبت رسیده است.